# Jean-Paul Thommen
Jean-Paul Thommen (* 21. Februar 1953) ist ein Schweizer Betriebswirtschaftler. Er lehrt an der deutschen Privatuniversität EBS Universität für Wirtschaft und Recht in Oestrich-Winkel Unternehmensführung und Organisation.
Thommen studierte von 1973 bis 1977 Wirtschaftswissenschaften an der Universität Zürich. 1977 bis 1982 folgte ein Promotionsstudium. Von 1984 bis 1985 arbeitete er an der Universität Berkeley. Er ist Titularprofessor an der Universität Zürich.